# Verlor
Verlor is een historisch merk van motorfietsen.
Ets. Verlor, Argenteuil (1930-1938).
Frans merk dat 98- en 124 cc Stainless- en Aubier Dunne-tweetaktmotoren inbouwde. Verlor was mogelijk eigendom van constructeur Jean Chapolard, die ook verbonden was aan de merken Nervor en Radior.